# Informaciona ekologija
Informaciona ekologija je primena ekoloških koncepata za modelovanje informacijskog društva. Razmatra dinamiku i svojstva sve gušćeg, složenijeg i važnijeg digitalnog informacionog okruženja. „Informaciona ekologija” se često koristi kao metafora, promatrajući informacioni prostor kao ekosistem, informacioni ekosistem.
Informaciona ekologija takođe se povezuje s konceptom kolektivne inteligencije i ekologije znanja. Edi et al. (2014) koriste informacionu ekologiju za integraciju nauke i politike u upravljanju utemeljenom na ekosistemima (EBM).

## Mrežna informaciona ekonomija
U Bogatstvo mreža: kako društvena proizvodnja transformiše tržišta i slobodu, knjizi objavljenoj 2006. godine i dostupnoj pod licencom Krijejtiv komons na sopstvenom vikiprostoru, Jočaj Benkler pruža analitički okvir za pojavu umrežene informacione ekonomije koja prikazuje duboko o jeziku i perspektivi informacione ekologije zajedno sa zapažanjima i analizama visoko vidljivih primera uspešnih procesa masovne kolaboracije, navodeći Vikipediju kao vrhunski primer.
Boni Nardi i Viki Odaj u svojoj knjizi „Informaciona ekologija: korišćenje tehnologije sa srcem”, primenjuju metaforu ekologije na lokalna okruženja, kao što su biblioteke i škole, umesto uobičajenih metafora za tehnologiju kao što su alat, tekst ili sistem.

## Literatura
- Barlow, John Perry (1994). „The Economy of Ideas: Selling Wine Without Bottles on the Global Net”. Wired. March. св. 1994.
- Capurro, Rafael (1990). „Towards an Information Ecology”. Irene Wormell (Ed.): Information and Quality. London: Taylor Graham. стр. 122—139, 288.
- Davenport, Thomas H.; Prusak, Laurence (1997). Information Ecology. Oxford University Press. стр. 288. ISBN 978-0-19-511168-2.
- Eddy, Brian G.; Hearn, Brian; Luther, Joan E.; Van Zyll De Jong, Michael; Bowers, Wade; Parsons, Reg; Piercey, Douglas; Strickland, Guy; Wheeler, Barry (2014). „An information ecology approach to science–policy integration in adaptive management of social-ecological systems”. Ecology and Society. 19 (3). doi:10.5751/ES-06752-190340.
- Finin, Tim; Joshi, Anupam; Kolari, Pranam; Java, Akshay; Kale, Anubav; Krandikar, Amit (2007). „The Information ecology of social media and online communities”. AI Magazine. 28 (3): 77—92.
- Malhotra, Yogesh (1999). „Knowledge Management for Organizational White Waters: An Ecological Framework”. Knowledge Management. 2 (6): 18—21.
- Nardi, Bonnie; O’Day, Vicki (1999). Information Ecology: Using Technology with Heart. Cambridge: MIT Press. стр. 288. Архивирано из оригинала 2010-08-09. г. Приступљено 2009-09-07.
- Pór, G. (2000). „Nurturing Systemic Wisdom through Knowledge Ecology” (PDF). The Systems Thinker. 11 (8): 1—5. Архивирано из оригинала (PDF) 2011-10-05. г. Приступљено 2009-09-07.
- Soylu, Ahmet; De Causmaecker, Patrick; Wild, Fridolin (2010). „Ubiquitous Web for Ubiquitous Computing Environments: The Role of Embedded Semantics”. Journal of Mobile Multimedia. 6 (1): 26—48.
- Seely Brown, John; Duguid, Paul (2000). The Social Life of Information. Harvard Business School Press.